# Édouard Crémieux
Édouard Crémieux (Marsiglia, 21 gennaio 1856 – Auschwitz, maggio 1944) è stato un pittore francese paesaggista.

## Biografia
Édouard Salomon Crémieux nacque a Marsiglia in una famiglia ebrea, figlio di Saul Appolon Crémieux e di Léontine Alphen. Il 16 agosto del 1894 sposò Adrienne Sarah Ester Padova, e da lei ebbe tre figli: Albert, medico (1895-1963), Henri, attore (1896-1980) e Gustave (1903-1925).
Edouard inizialmente fu allievo del pittore marsigliese Marius Guindon, poi, recatosi a Parigi, entrò nell'École des Beaux-Arts e seguì i corsi di      Fernand Cormon. Rientrato a Marsiglia, si impose come uno dei maestri della scuola provenzale.

Espose al Salon dell'"Association des artistes provençaux" e al "Salon rhodanien". Da queste esposizioni ottenne molti premi e oggi i musei di Digne, Cannes, Hyères, Marsiglia e Cassis possiedono diverse sue tele. Crémieux fu un pittore prevalentemente paesaggista della "scuola provenzale", ma non tralasciò i soggetti di genere che illustrano la vita quotidiana marsigliese e delle campagne di Provenza.
Essendo di famiglia e di confessione israelita, durante la seconda guerra mondiale e l'invasione nazista della Francia, fu catturato dai tedeschi e deportato in Germania assieme a sua moglie, per essere rinchiuso nel tristemente noto campo di sterminio di Auschwitz. Poco dopo il suo arrivo, in un imprecisato giorno di maggio del 1944, i coniugi Crémieux subirono l'estrema ferocia nazista. Édouard Crémieux aveva 88 anni.

## Opere conservate nei musei
- Museo di belle arti di Marsiglia : Nella baita[1] - Natura morta con pesci.[2]
- Museo di Storia di Marsiglia : Pescivendole ai mercati Delacroix
- Museo de la Castre Cannes : La "corniche" a Marsiglia[3]
- Museo d'arte di Tolone : La stazione di Saint-Menet Aubagne[3]
- Museo dipartimentale delle Hautes-Alpes, Gap : Arrivo dei pescatori nel porto di Cassis

## Galleria d'immagini

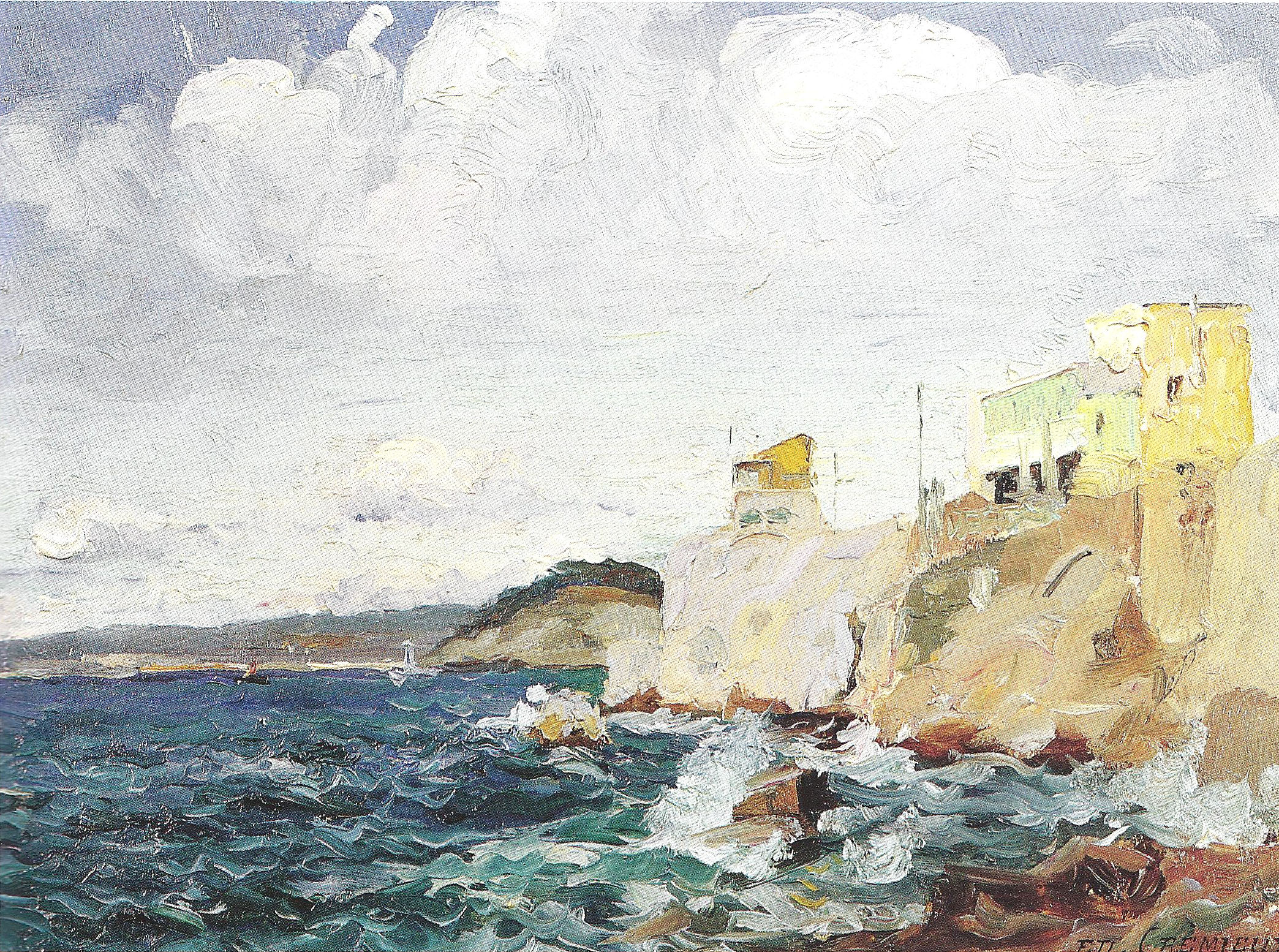
La "corniche" a Marsiglia Museo de la Castre, Cannes
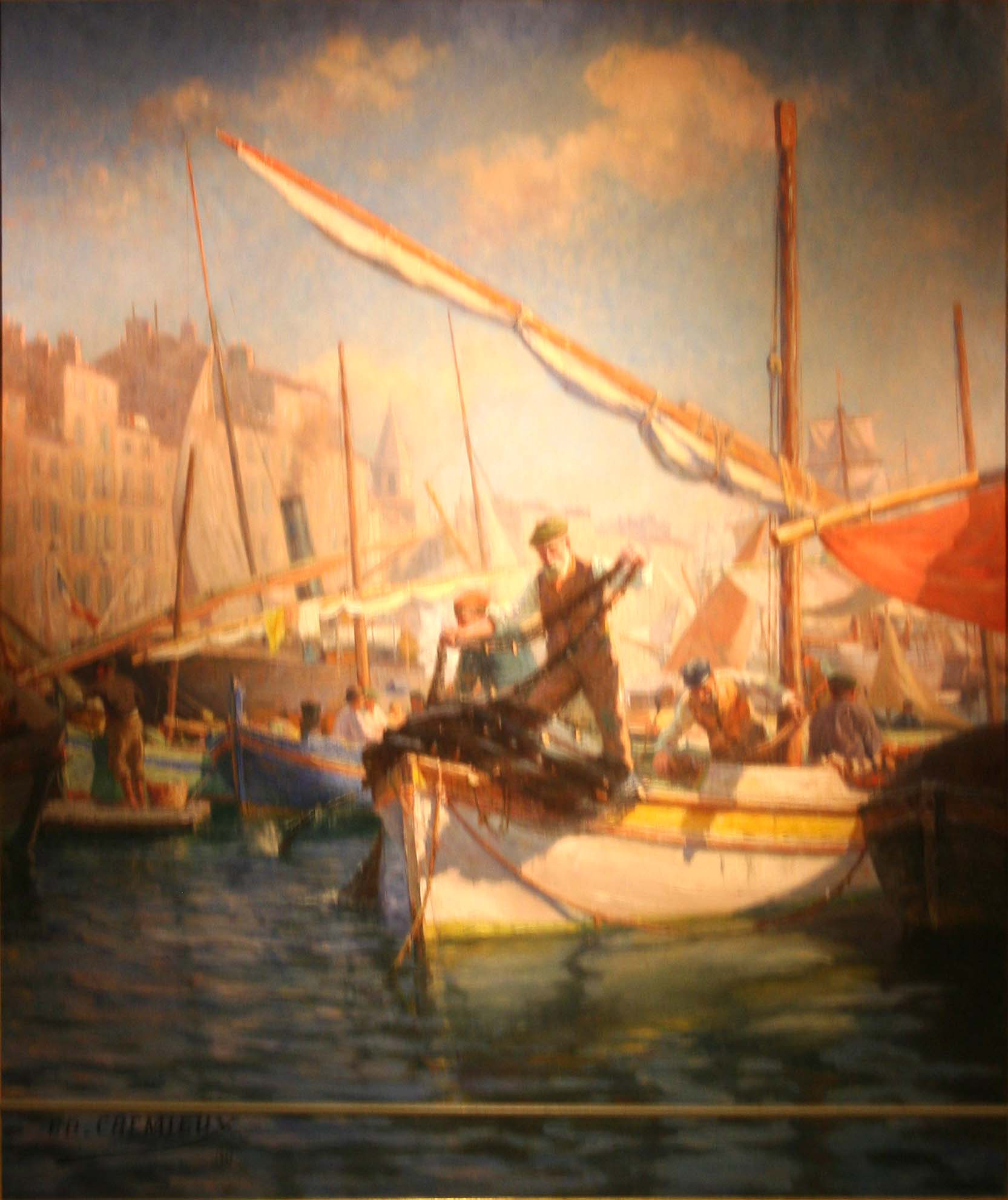
L'arrivo dei pescatori nel porto di Cassis Museo dipartimentale delle Hautes-Alpes
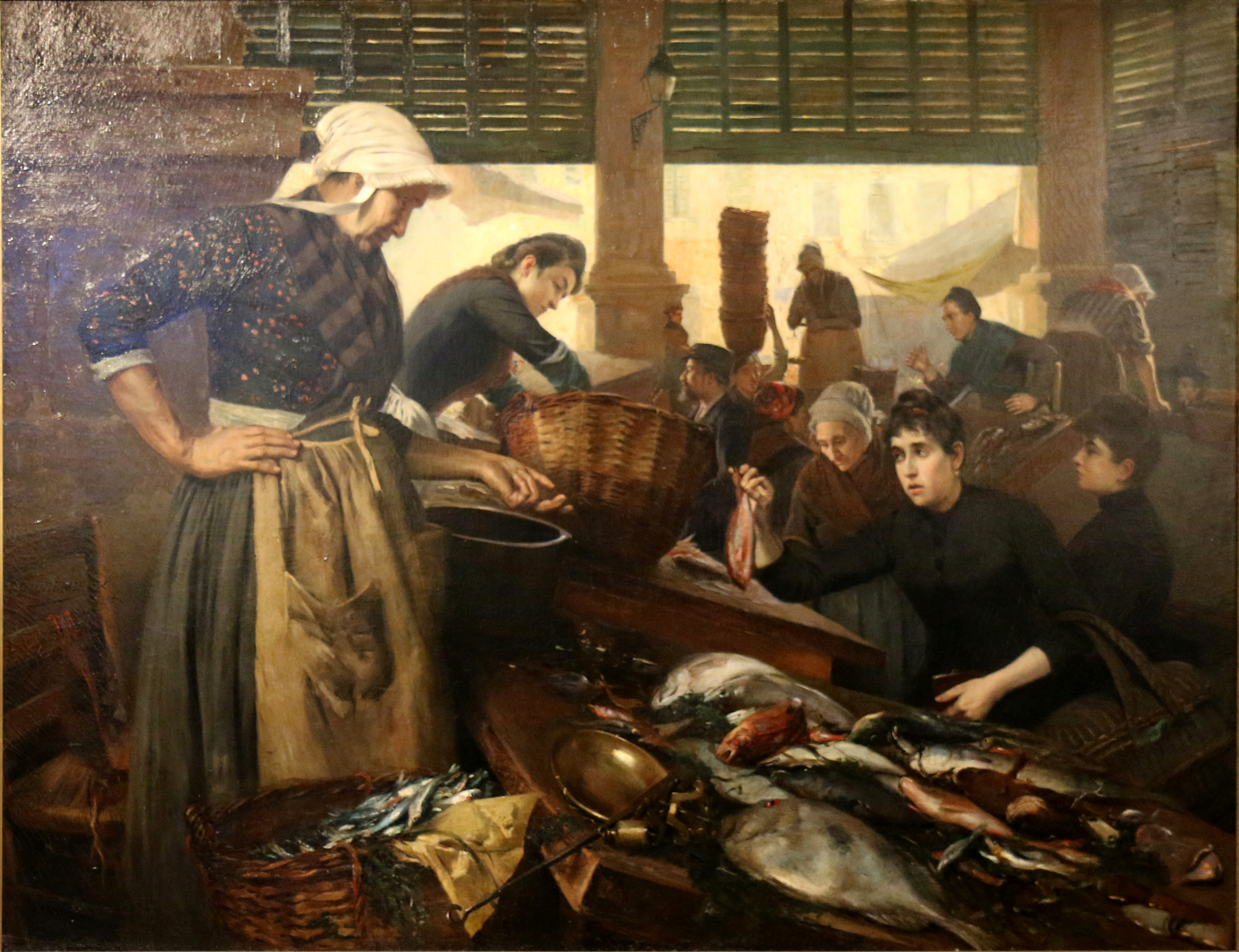
Pescivendole ai mercati coperti "Delacroix" di Marsiglia Museo storico di Marsiglia